# Filosofia latina
(Quinto Orazio Flacco, Epist. II, 1, 156)
Il pensiero latino, caratterizzato dalla diffidenza per la speculazione pura e dalla predilezione per la vita pratica e dall'eclettismo, opera una compenetrazione del pensiero greco con la cultura romana.

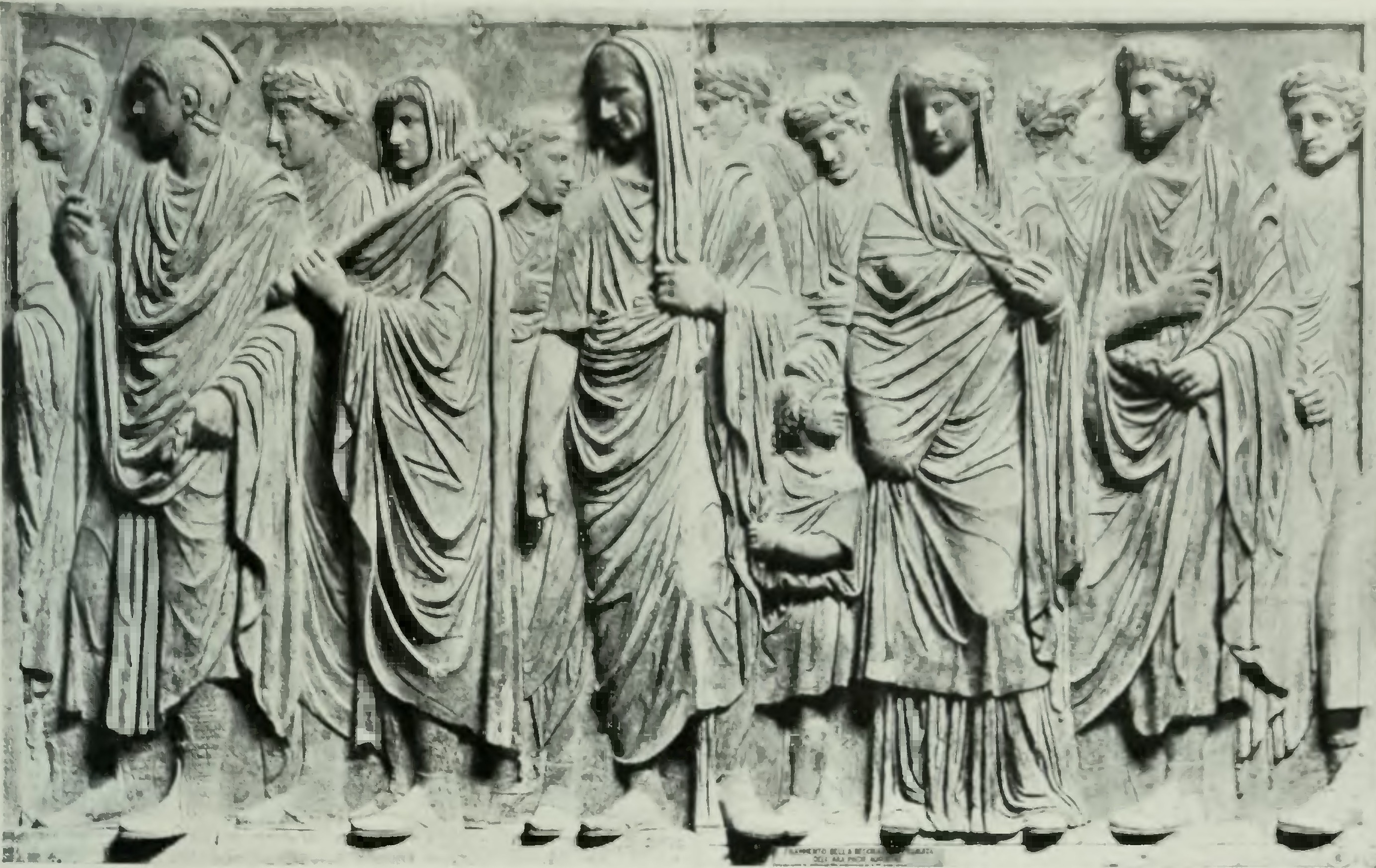
Rilievo sullara pacis con sacerdoti e dignitari imperiali romani.

Esponenti maggiori della filosofia latina sono: Lucrezio, Cicerone, Seneca, Epitteto e Marco Aurelio.

## I primi contatti
I romani ebbero i primi contatti con il mondo greco attraverso gli etruschi e l'espansione verso la Campania. Dopo la conquista della Magna Grecia dal II secolo a.C., la cultura greca comincia a penetrare profondamente nel mondo romano. I romani guardano con sospetto alla cultura ellenistica che già per suo conto aveva messo in secondo piano l'impegno speculativo e il valore della ricerca pura. Essi temono che le sottigliezze dialettiche e la spregiudicatezza razionale possano mettere in pericolo l'ordine costituito.
Quando con l'ambasceria del 155 a.C., Carneade in due conferenze dimostrò dapprima l'esistenza della giustizia e nella seguente, tenuta il giorno dopo, la sua non esistenza, questo suscitò scalpore e i filosofi furono messi alla porta dai senatori scandalizzati.

## Il circolo degli Scipioni

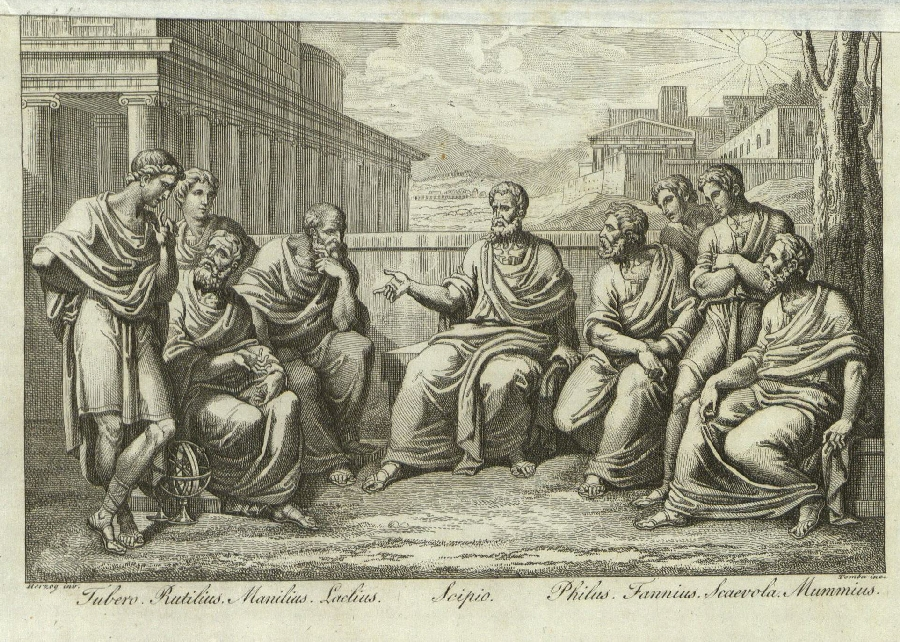
Circolo di intellettuali intorno a Scipione Emiliano.

In seguito l'arrivo di altri filosofi e degli stessi pedagoghi greci che i Romani portarono a Roma per educare i loro figli, fecero iniziare un inarrestabile processo di diffusione della cultura greca a Roma.
Il primo nucleo di questo fenomeno di assimilazione della classicità greca fu il circolo degli Scipioni voluto da Scipione Emiliano (n.ca.185 a.C. – Roma 129 a.C.) che raccoglieva eminenti personalità del tempo, storici, filosofi, letterati come Polibio, Panezio di Rodi, Publio Rutilio Rufo, Gaio Lelio, Quinto Elio Tuberone.
Intellettuali questi che, affascinati dalla cultura greca, cercavano di nobilitare quella romana senza rinunziare a quei valori che facevano grande Roma. Essi progettavano una fusione tra gli ideali di perfezione e armonia e di sviluppo delle doti umane propri della civiltà greca, con i tradizionali valori dell'aristocrazia romana: il mos maiorum, i costumi degli antenati, il senso della legalità, severità, austerità, frugalità e compostezza di comportamenti energici e ispirati alla virtus la cui purezza fu strenuamente difesa da Catone il censore.
Nel circolo degli Scipioni si affermò il valore morale dell'humanitas con cui si sostenevano gli ideali di attenzione e cura benevola tra gli uomini.

## L'esigenza politica-culturale
Questi valori della tradizione antica erano fatti propri da conservatori come Catone il Censore (234 a.C.-149 a.C.) che si scagliava contro la moda filoellenica che egli giudicava individualista, connotata da una raffinatezza estetizzante pericolosa culturalmente, politicamente deleteria e disintegratice della saldezza morale e politica del civis romanus.
La nuova classe dirigente romana aveva invece compreso che ormai ad una realtà politica complessa come il grande impero mediterraneo romano, occorressero dei principi culturali e politici più flessibili ed adattabili piuttosto che la rigidità del mos maiorum.

## L'epicureismo di Lucrezio

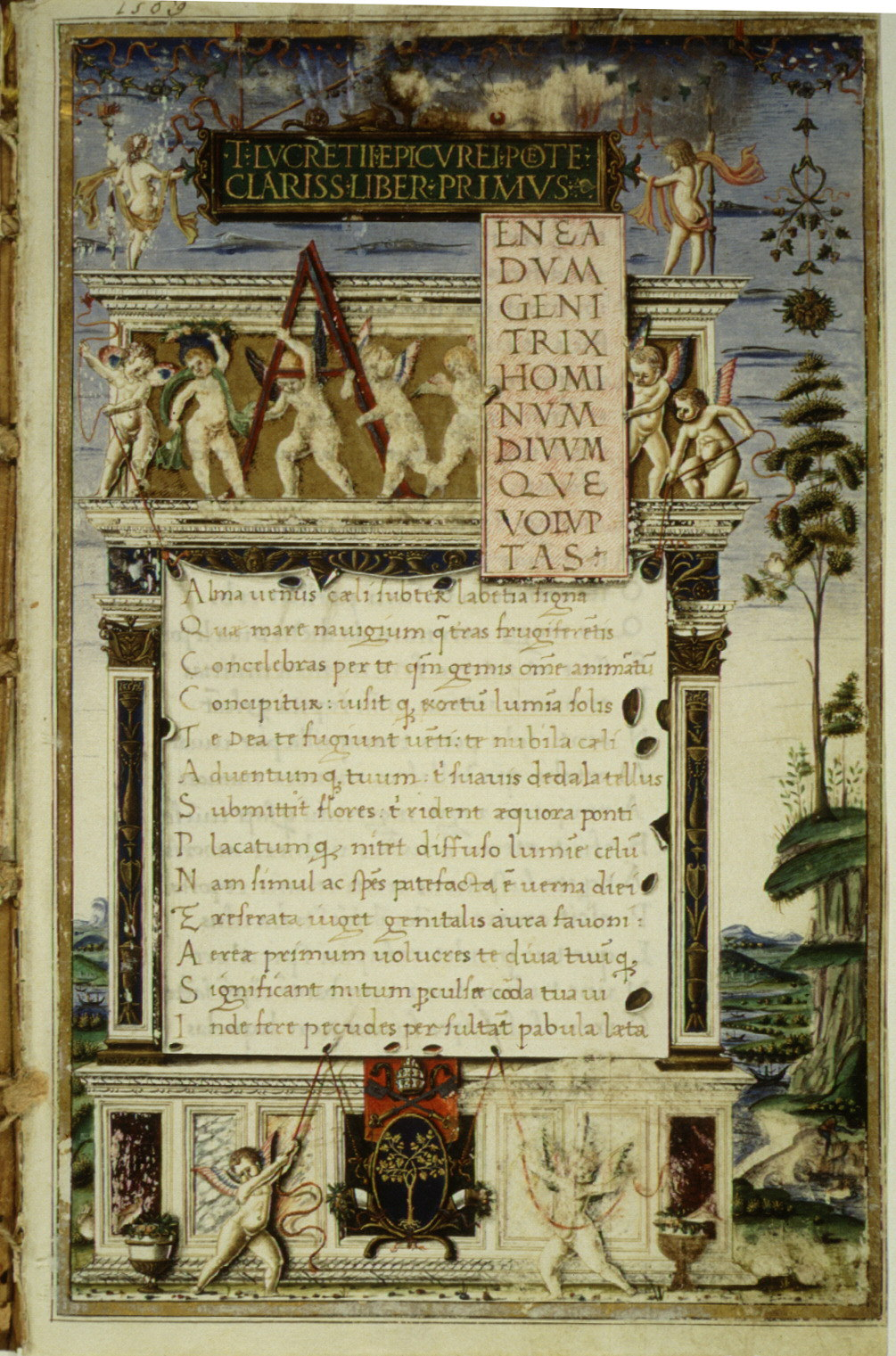
Frontespizio del De rerum natura in un manoscritto di epoca rinascimentale (1483).

Un primo accostamento al pensiero greco, ancora in età repubblicana, fu il tentativo di Lucrezio (98 ca a.C. – 55 ca a.C.) di diffondere in Roma il pensiero epicureo. Ma già il pensiero di Epicuro era conosciuto in Roma dalla prima metà del II secolo a.C., quando un decreto del 173 a.C. (o del 154 a.C.) espelleva da Roma gli epicurei Alceo e Filisco per i loro costumi licenziosi.
Il tentativo di Lucrezio non ebbe successo: l'epicureismo fu moderatamente diffuso presso gruppi popolari e intellettuali aristocratici che vedevano in quella filosofia una via di fuga dal disgusto di una politica determinata dalla crisi della repubblica romana.
Era del resto politicamente pericoloso, in Roma, aderire all'epicureismo, che sosteneva la convenzionalità delle leggi dello stato, negava la religione tradizionale, e sostituiva all'impegno del cittadino nella politica, considerata fonte di infelicità, il rapporto di amicizia.
Per questo Cicerone condannò l'epicureismo - pur apprezzando la poesia di Lucrezio - come un pensiero di filosofi "plebei".

## L'eclettismo di Cicerone
(Marco Tullio Cicerone, Tusculanae disp., V, 2, 5-6)
La caratteristica fondamentale della filosofia romana è il suo fine pratico-politico: indicare un ideale di vita per l'individuo e la società. Corrispondentemente alla diffidenza per la teoria e l'interesse per i riflessi pratici delle speculazioni razionali, i romani entrarono in contatto con una filosofia greca già adeguata alla loro mentalità. Il pensiero greco infatti, con cui vengono in contatto i romani era caratterizzato dalla cultura dell'età ellenistica in cui prevalevano ormai correnti di pensiero scettiche che avevano abbandonato gli antichi ambiziosi obiettivi della conoscenza e della metafisica dei grandi filosofi del passato.
Un impulso decisivo alla diffusione della filosofia greca in Roma fu dato da Marco Tullio Cicerone (Arpino 106 a.C.- Formia 43 a.C.) che tradusse e scrisse in latino opere che formarono la base della filosofia romana.
Per Cicerone era fondamentale per chi come lui aspirasse a ricoprire incarichi politici nella Roma repubblicana, una formazione culturale che attingesse alla cultura greca. Il primo accostamento di Cicerone al pensiero greco avvenne nell'ambito di uno stoicismo molto diverso però dai suoi più antichi fondatori.
Lo stoicismo era stato introdotto in Roma da Panezio di Rodi (185 a.C.-100 a.C.) che ne aveva attenuato il rigore introducendovi apporti dal pensiero platonico ed aristotelico e rendendolo così adatto alle esigenze di formazione culturale della classe dirigente romana. L'esigenza stoica di vivere secondo natura era stata trasformata nel vivere secondo le attitudini dateci dalla stessa natura, per cui il saggio si realizza moralmente partecipando al governo dello stato come membro della più ampia comunità razionale che si esprime nella vita sociale e politica.
Lo stesso Cicerone ebbe poi modo di seguire a Roma nell'88 a.C. il filosofo Filone di Larissa (159/158 a.C.–84/83 a.C.) che sosteneva un dogmatismo eclettico della tarda Accademia in cui Platone veniva integrato con elementi aristotelici e stoici. Anche qui veniva attenuato lo scetticismo che era accusato di rendere impossibile non solo la conoscenza ma anche la vita quotidiana. Era vero che i sensi ingannano ma la verità si può comunque raggiungere con il retto uso della ragione.

### Il probabilismo
(De officiis, II, 7)
Quindi Cicerone vuole certezze ma nello stesso tempo, non accetta i contrapposti dogmatismi che generano fanatismo, per cui egli preferisce orientarsi verso un moderato scetticismo.
L'esperienza comune e il buon senso, il consenso su verità da tutti condivise sono antecedenti a qualsiasi dottrina e,  anche se non certe, sono probabili e bastano a guidare un ideale politico.

### Il pensiero politico

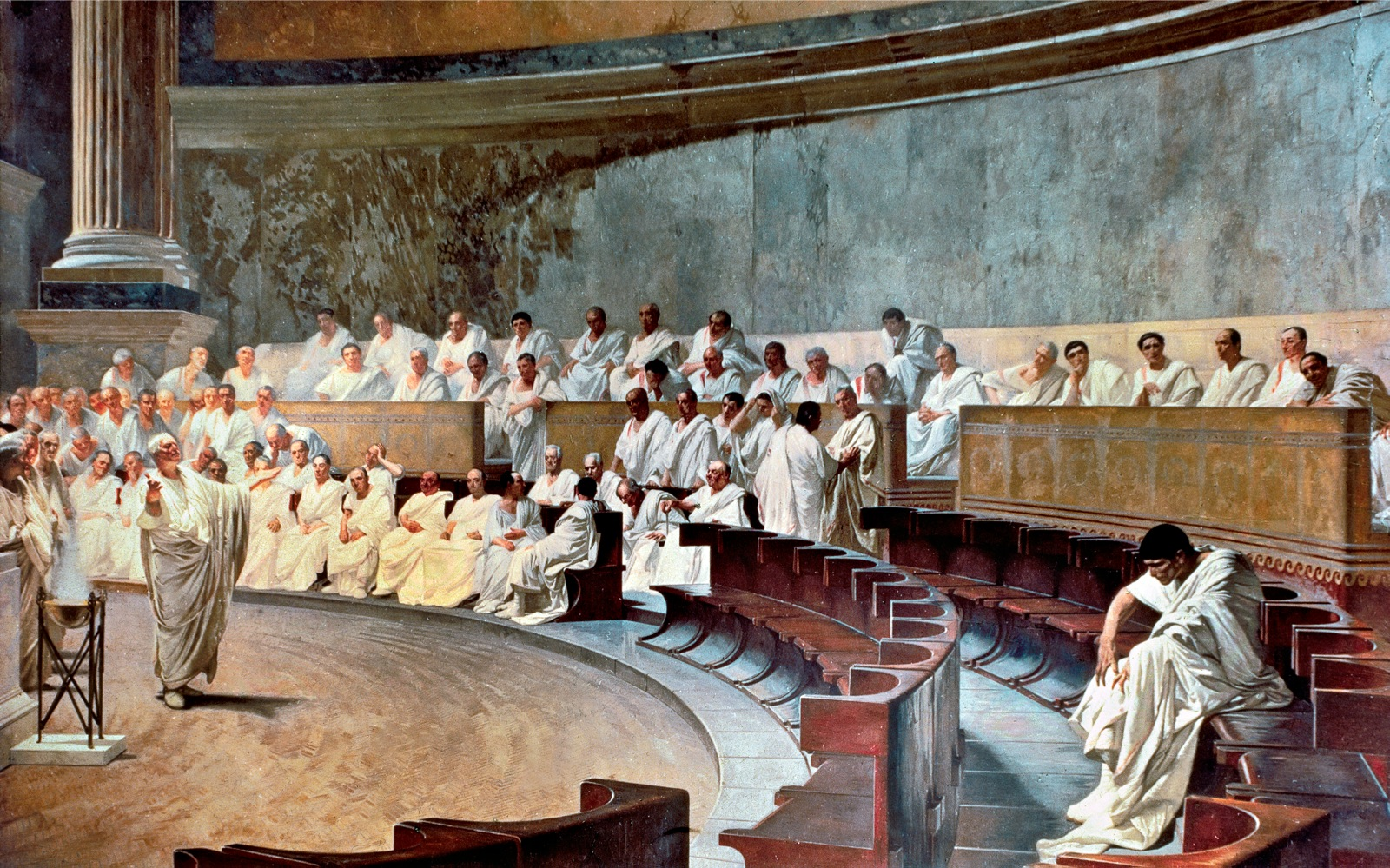
Orazione di Cicerone nel Senato romano (affresco di Cesare Maccari)

Lo stato si regge sulla legge che trova il suo fondamento in una legalità naturale. È la stessa natura che impone a tutti di vivere secondo natura e ragione e in quest'ordine legale-razionale spetta ad ognuno assolvere il suo compito nell'ambito del proprio ruolo sociale. La natura, com'era intesa dagli stoici, equiparava gli uomini, non è così per Cicerone: nel suo modello di stato il cittadino, nel limite della appartenenza al suo ceto, dovrà contribuire a instaurare la "iustitia" e la "concordia". Lo stato ideale avrà dunque una costituzione mista dove sia presente il consolato, il senato aristocratico e i comizi popolari.

## L'età imperiale
L'avvento di Augusto e dell'Impero segnarono la fine del progetto culturale politico di Cicerone. Con l'avvento del princeps e la crisi del senato, la filosofia si distacca sempre più dalla politica e acquista toni individualistici legati all'etica e all'arte del vivere. Dapprima, fu l'epicureismo a conoscere una breve fase di diffusione, in particolare negli ambienti neoterici che praticavano una moderata fronda di opposizione ad Augusto, quali il circolo di Messalla Corvino. Successivamente, tuttavia, fu lo stoicismo ad imporsi, in particolare attraverso Seneca, come ideologia maggiormente adeguata al nuovo ceto dirigente, essendo basata sul rigore morale e sul senso del dovere, anziché sulla vita ritirata e sul distacco dalle cose pratiche, tipicamente epicureista.
Lo stoicismo intanto, s'interessava sempre più alle meditazioni religiose che nel mondo greco-romano s'intessevano con interessi magici, misterici. Incominciava a diffondersi il Cristianesimo, inizialmente soprattutto nei ceti più bassi e fra gli schiavi.

### Seneca
(Seneca, De ira, V, 15)

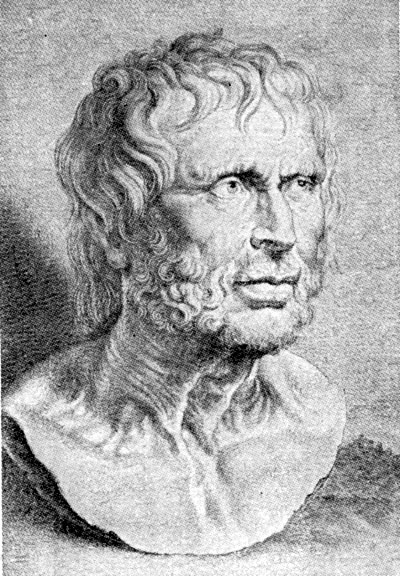
Seneca ritratto da Rubens

Il difficile rapporto tra i filosofi e il potere imperiale, il declino della libera vita politica, costringono Seneca a continui compromessi tra il rigore morale dello stoicismo e la mediazione politica.
Nel 55-56 egli invita Nerone con la sua opera De clementia ad assumere ruolo del monarca filantropo formatosi all'insegnamento della filosofia, ma appena cinque anni dopo, nel De otio,  ha rinunciato a questo progetto e di fronte al dispotismo dell'imperatore, mette da parte ogni tentativo di educazione filosofica e si rifugia nell'azione del saggio nella vita sociale, senza più illudersi di creare uno stato esemplare guidato dai filosofi.
Dallo stoicismo Seneca riprende i temi della razionalità universale che è nella natura e in Dio, della felicità del saggio che segue la ragione, del cosmopolitismo che affratella gli uomini e infine del saggio autosufficiente e libero.
Ma tra il saggio e la moltitudine degli stolti c'è un abisso che rende difficile ogni progresso della vita civile e morale. Da questa concezione pessimistica si salva solo il ruolo della filosofia come ultima salvezza. La filosofia come pedagogia dell'uomo a se stesso incentrata su i nobili ideali della libertà interiore che dà felicità e come educazione del genere umano, a cui Seneca si rivolge con le sue epistole filosofiche.
Ritorna il tema del dialogo platonico del colloquio del filosofo con se stesso e con gli altri.
Tra i vari temi trattati, pur con le inevitabili oscillazioni del suo pensiero non sistematico, emergono quelli dedicati alla felicità, al dolore, alla vecchiaia, alla morte ed in particolare quello dedicato alla schiavitù che egli ritiene sia una istituzione priva di ogni base giuridica, naturale e razionale. Per questo gli schiavi vanno trattati come tutti gli altri esseri umani. Ma in fondo la vera schiavitù è quella che assoggetta gli uomini alle passioni e ai vizi. Tutti noi siamo schiavi spiritualmente e solo la filosofia può liberarci.
Così anche per le differenze sociali: "Che significa cavaliere, liberto, schiavo. Sono parole nate dall'ingiustizia. Da ogni angolo della terra è lecito slanciarsi verso il cielo." (Epistole, 31).
Il suicidio infine è l'ultima scelta libera quando i contrasti tra la libertà del filosofo e l'irrazionalità della vita siano insanabili.

### Epitteto

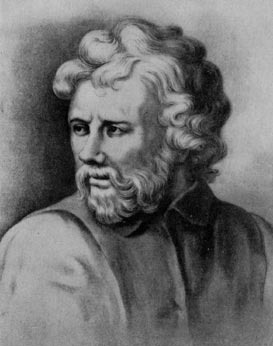
Epitteto

Il sentimento dell'interiorità e quello religioso impressi da Seneca allo stoicismo li ritroviamo in Epitteto (50 - 120), liberto romano che fondò una scuola di filosofia a Nicopoli, dopo essere stato cacciato da Roma nel 93 assieme ad altri filosofi. Questi sono i temi dominanti del Manuale, opera in cui un suo discepolo raccolse le sue massime e che sarà considerata nel Medioevo, ed anche in seguito, un breviario di saggezza e di spiritualità.
Tema centrale della sua filosofia la distinzione tra le cose che sono in nostro potere e quelle che non lo sono. Tra le prime si annoverano: "l'opinione, i moti dell'animo, l'appetizione, l'avversione; in breve tutte quelle cose che sono i nostri propri atti". Le altre sono i beni esterni che, proprio perché non in nostro potere, è inutile e senza senso cercarli sia perché corruttibili e contingenti,  sia perché per ottenerli ci si dovrebbe sottomettere al potere di chi li detiene perdendo così il bene supremo dell'uomo: la libertà.

### Marco Aurelio Antonino

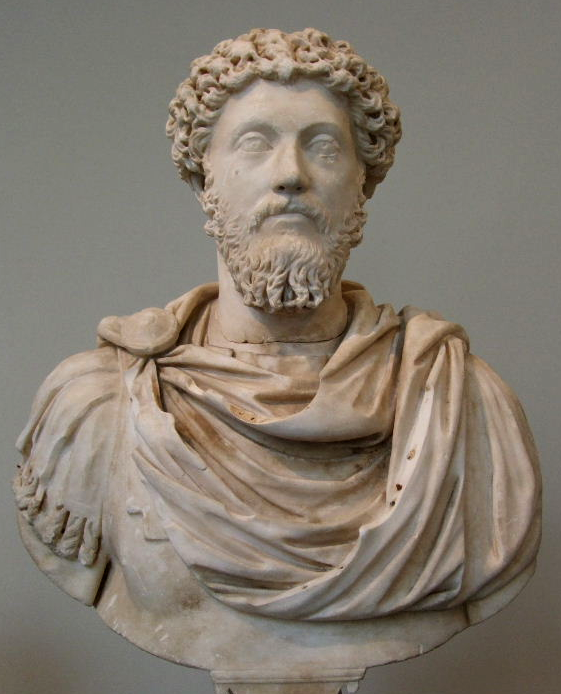
Busto di Marco Aurelio.

L'ultimo grande esponente della dottrina stoica fu l'imperatore Marco Aurelio (121 180 d.C.). La celebrazione dell'interiorità si evidenzia chiaramente fin dal titolo della sua opera Ricordi o colloqui con se stesso.
Di fronte al non senso del mondo e delle sue realtà caduche l'unica via che rimane al saggio è il ripiegamento su se stessi che dà significato alla propria esistenza individuale. Come in Seneca l'anima è distinta e separata dal corpo ma essa è poi ulteriormente composta dall'anima vera e propria, intesa come spirito, pneuma, soffio vitale e l'intelletto, la sede dell'attività spirituale. 
Egli, come imperatore compie stoicamente il dovere per ciò che attiene al suo ruolo politico, ma sente l'inutilità e il non senso di azioni che non cambieranno l'irrazionalità che travaglia il mondo umano:
(Marco Aurelio, Colloqui con sé stesso, IV.3.)